# Gran Premi Cholet-País del Loira
El Gran Premi Cholet-País del Loira és una cursa ciclista d'un sol dia que es disputa anualment per les carreteres franceses. La sortida i arribada es fa a la ciutat de Cholet al departament del Maine i Loira i la cursa té uns 200 km.
La primera edició es disputà el 1978, sent guanyada per Jacques Bossis. Jaan Kirsipuu, amb tres victòries, és el ciclista que més vegades l'ha guanyat. Des del 2005 la cursa forma part de l'UCI Europe Tour, amb una categoria 1.1. L'edició del 2020 es va suspendre per la pandèmia de COVID-19.

## Palmarès
| Any                                  | Vencedor             | Segon                        | Tercer                 |         |
| ------------------------------------ | -------------------- | ---------------------------- | ---------------------- | ------- |
| Gran Premi de Mauléon-Moulins        |                      |                              |                        |         |
| 1978                                 | Jacques Bossis       | Roger Legeay                 | Yves Daniel            |         |
| 1979                                 | Pierre Bazzo         | Pierre-Raymond Villemiane    | Jean-Louis Gauthier    |         |
| 1980                                 | Roger Legeay         | René Bittinger               | Robert Alban           |         |
| 1981                                 | Roger Legeay         | Jacques Bossis               | Pierre-Henri Menthéour |         |
| 1982                                 | Pierre Bazzo         | Frédéric Brun                | Didier Vanoverschelde  |         |
| 1983                                 | Éric Dall'Armelina   | Francis Castaing             | Serge Beucherie        |         |
| 1984                                 | Pascal Poisson       | Yves Beau                    | Éric Bonnet            |         |
| 1985                                 | Marc Madiot          | Jean-Claude Leclercq         | Jacques Bossis         |         |
| 1986                                 | Dominique Lecrocq    | Philippe Louviot             | Régis Clère            |         |
| 1987                                 | Frédéric Garnier     | Martial Gayant               | Thomas Wegmüller       |         |
| Gran Premi de Cholet-Mauléon-Moulins |                      |                              |                        |         |
| 1988                                 | Patrick Onnockx      | Chris Scharmin               | Christophe Lavainne    |         |
| 1989                                 | Franck Boucanville   | Dick Dekker                  | Edwin Bafcop           |         |
| Gran Premi Cholet-País del Loira     |                      |                              |                        |         |
| 1990                                 | Kim Andersen         | Brian Walton                 | Thierry Bourguignon    |         |
| 1991                                 | Sammie Moreels       | Johan Bruyneel               | Wiebren Veenstra       |         |
| 1992                                 | Laurent Desbiens     | Serge Baguet                 | Jean-Cyril Robin       |         |
| 1993                                 | Marc Bouillon        | Bart Leysen                  | Michel Vanhaecke       |         |
| 1994                                 | Laurent Madouas      | Christophe Leroscouet        | Patrick Van Roosbroeck |         |
| 1995                                 | Frank Vandenbroucke  | Sammie Moreels               | Thierry Bourguignon    |         |
| 1996                                 | Stéphane Heulot      | Adriano Baffi                | Laurent Desbiens       |         |
| 1997                                 | Jaan Kirsipuu        | Lauri Aus                    | Ludovic Auger          |         |
| 1998                                 | Jaan Kirsipuu        | Pascal Lino                  | Mario Manzoni          |         |
| 1999                                 | Jaan Kirsipuu        | Juris Silovs                 | Rik Verbrugghe         |         |
| 2000                                 | Jens Voigt           | David Moncoutié              | Hendrik Van Dijck      |         |
| 2001                                 | Florent Brard        | Laurent Brochard             | Niko Eeckhout          |         |
| 2002                                 | Jimmy Casper         | Franck Bouyer                | Wim Vansevenant        |         |
| 2003                                 | Christophe Mengin    | Franck Bouyer                | Laurent Lefèvre        |         |
| 2004                                 | Bert De Waele        | Didier Rous                  | Thor Hushovd           |         |
| 2005                                 | Pierrick Fédrigo     | Alberto Benito Guerrero      | Jimmy Engoulvent       |         |
| 2006                                 | Christopher Sutton   | Niko Eeckhout                | Lilian Jégou           |         |
| 2007                                 | Stéphane Augé        | Stéphane Pétilleau           | Janek Tombak           |         |
| 2008                                 | Janek Tombak         | Bert De Waele                | Émilien-Benoît Bergès  |         |
| 2009                                 | Juan José Haedo      | Jimmy Casper                 | Alexandre Pichot       |         |
| 2010                                 | Leonardo Fabio Duque | Mathieu Ladagnous            | Klaas Lodewyck         |         |
| 2011                                 | Thomas Voeckler      | Tony Gallopin                | Benjamin Giraud        |         |
| 2012                                 | Arnaud Démare        | Laurent Mangel               | Mickaël Delage         |         |
| 2013                                 | Damien Gaudin        | Marcel Wyss                  | Rein Taaramäe          |         |
| 2014                                 | Tom Van Asbroeck     | Sébastien Delfosse           | Sébastien Turgot       |         |
| 2015                                 | Pierrick Fédrigo     | Jon Ander Insausti Irastorza | Baptiste Planckaert    |         |
| 2016                                 | Rudy Barbier         | Baptiste Planckaert          | Yannis Yssaad          |         |
| 2017 edició no realitzada            |                      |                              |                        |         |
| 2018                                 | Thomas Boudat        | Hugo Hofstetter              | Roy Jans               |         |
| 2019                                 | Marc Sarreau         | Bryan Coquard                | Thomas Boudat          |         |
| 2020                                 | suspesa              | suspesa                      | suspesa                | suspesa |
| 2021                                 | Elia Viviani         | Jon Aberasturi Izaga         | Pierre Barbier         |         |
| 2022                                 | Marc Sarreau         | Emmanuel Morin               | Piet Allegaert         |         |
| 2023                                 | Laurence Pithie      | Anthony Perez                | Lorrenzo Manzin        |         |
| 2024                                 | Paul Lapeira         | Alexis Renard                | Tom Van Asbroeck       |         |
| 2025                                 |                      |                              |                        |         |